# Five Live Yardbirds
Albums de The Yardbirds
Roger the Engineer
(1966)
Five Live Yardbirds est le premier album des Yardbirds, enregistré lors d'un concert au Marquee Club et sorti en 1964.

## Titres

### Face 1
1. Too Much Monkey Business (Chuck Berry) – 3:51
2. Got Love If You Want It (Slim Harpo) – 2:40
3. Smokestack Lightning (Howlin' Wolf) – 5:35
4. Good Morning Little Schoolgirl (Sonny Boy Williamson I) – 2:42
5. Respectable (Isley Brothers) – 5:35

### Face 2
1. Five Long Years (Eddie Boyd) – 5:18
2. Pretty Girl (Bo Diddley) – 3:04
3. Louise (John Lee Hooker) – 3:43
4. I'm a Man (Diddley) – 4:33
5. Here 'Tis (Diddley) – 5:10

## Musiciens
- Keith Relf : chant, harmonica
- Eric Clapton : guitare solo
- Chris Dreja : guitare rythmique
- Paul Samwell-Smith : basse
- Jim McCarty : batterie